# Catherine Chikwakwa
Catherine Agnes Chikwakwa (Blantyre, 24 luglio 1985) è un'ex mezzofondista malawiana, specializzata nei 5000 metri piani.

## Biografia
Chikwakwa entra a far parte del team di atletica leggera malawiano all'età di 14 anni, partecipando ai Giochi panafricani nel 1999 gareggiando nei 5000 metri piani. L'anno seguente è stata selezionata nella squadra olimpica per i Giochi di Sydney 2000. Nel 2004, prima di replicare la partecipazione olimpica ad Atene 2004, Chikwakwa ha vinto la prima medaglia internazionale nell'atletica per il Malawi conquistando una medaglia d'argento ai Mondiali juniores in Italia, stabilendo anche un nuovo record nazionale.
Nel 2008 si è arruolata nel British Army, ottenendo la cittadinanza britannica poco dopo ma continuando a competere internazionalmente per il Malawi.

## Palmarès
| Anno | Manifestazione                     | Sede         | Evento        | Risultato | Prestazione | Note             |
| ---- | ---------------------------------- | ------------ | ------------- | --------- | ----------- | ---------------- |
| 1999 | Giochi panafricani                 | Johannesburg | 5000 m piani  | 15ª       | 18'09"96    |                  |
| 2000 | Giochi olimpici                    | Sydney       | 5000 m piani  | Batteria  | 16'39"82    |                  |
| 2001 | Mondiali U18                       | Debrecen     | 3000 m piani  | 7ª        | 9'35"41     |                  |
| 2001 | Mondiali                           | Edmonton     | 5000 m piani  | Batteria  | 16'36"85    |                  |
| 2002 | Mondiali U20                       | Kingston     | 5000 m piani  | 15ª       | 16'56"75    |                  |
| 2002 | Giochi del Commonwealth            | Manchester   | 5000 m piani  | 13ª       | 15'56"71    |                  |
| 2003 | Giochi panafricani                 | Abuja        | 5000 m piani  | 7ª        | 16'55"60    |                  |
| 2003 | Mondiali                           | Saint-Denis  | 5000 m piani  | Batteria  | 15'40"10    |                  |
| 2004 | Mondiali U20                       | Grosseto     | 5000 m piani  | Argento   | 15'36"22    | Record nazionale |
| 2004 | Giochi olimpici                    | Atene        | 5000 m piani  | Batteria  | 15'46"17    |                  |
| 2003 | Campionati dell'Africa meridionale | Harare       | 5000 m piani  | Oro       | 16'46"1     |                  |
| 2003 | Campionati dell'Africa meridionale | Harare       | 10000 m piani | Oro       | 35'03"6     | Record nazionale |
| 2003 | Mondiali                           | Helsinki     | 5000 m piani  | Batteria  | 16'11"63    |                  |